# Obětí 6. května
Obětí 6. května je krátká ulice v Praze 4 – Krči, nacházející se nedaleko metra Budějovická. Dříve se jmenovala Úsobská (podle obce Úsobí u Humpolce), po masakru v Úsobské ulici byla ale na počest obětí přejmenována na stávající název. Na jednom domě se nachází pamětní deska šestnácti obětem zabitým ve sklepě domu, před druhým se nachází pomník pětatřiceti obětem zabitým na dvoře domu. Nájemní domy s nápadnými, moderními pavlačemi postavili architekti František Albert Libra a Jiří Kan v letech 1935–1937.